# Padogobius nigricans
Padogobius nigricans är en fiskart som först beskrevs av Canestrini, 1867.  Padogobius nigricans ingår i släktet Padogobius och familjen smörbultsfiskar. IUCN kategoriserar arten globalt som sårbar. Inga underarter finns listade i Catalogue of Life.